# ビセンテ・クタンダ
ビセンテ・クタンダ（Vicente Cutanda y Toraya、1850年 - 1925年）はスペインの画家である。主にトレドで活動し、社会的なテーマの作品も描いた。

## 略歴
マドリードで生まれた。父親のビセンテ・クタンダ・イ・ハラウタ(Vicente Cutanda y Jarauta:1804-1866)はマドリード王立植物園の園長を長く務めた植物学者であった。建築を学び始めたが、絵画に転じ、王立サン・フェルナンド美術アカデミーで学んだ。始め歴史画家のエドゥアルド・ロサレスのスタイルの歴史画を描いた。マドリードの展覧会にマリアノ・フォルトゥーニといった画家たちとともに出展した。
1884年にトレドの労働者協同組合(Sociedad Cooperativa de Obreros de Toledo)の絵画の教師に採用されて、トレドに移り、この土地の風景を愛するようになった。フランスで学び、バルビゾン派の画家などの影響を受け帰国後、トレドに定住した画家のリカルド・アレドンド・カルマチェ(Ricardo Arredondo Calmache:1850-1911)と生涯を通じての友人となり、アレドンド・カルマチェの影響もあって労働者階級の人々を描くようになった。
代表作とされる「ビスカヤ県のストライキ」は1892年にスペインの全国展(Exposición nacional)で1等メダルを受賞した。
1900年にセゴビアの専門学校(Instituto General y Técnico de Segovia)の教授に任じられ、1903年から1904年の間はログローニョの工芸学校(Escuela de Artes y Oficios de Logroño)の校長を務め、トレドに戻りトレドの工科学校(Escuela Superior de Artes Industriales)の教授を務めた。のちにトレドの王立美術アカデミーの準会員に選ばれた。「 La Ilustración Artística 」や「 Blanco y Negro」といった雑誌の挿絵も描いた。

## 作品

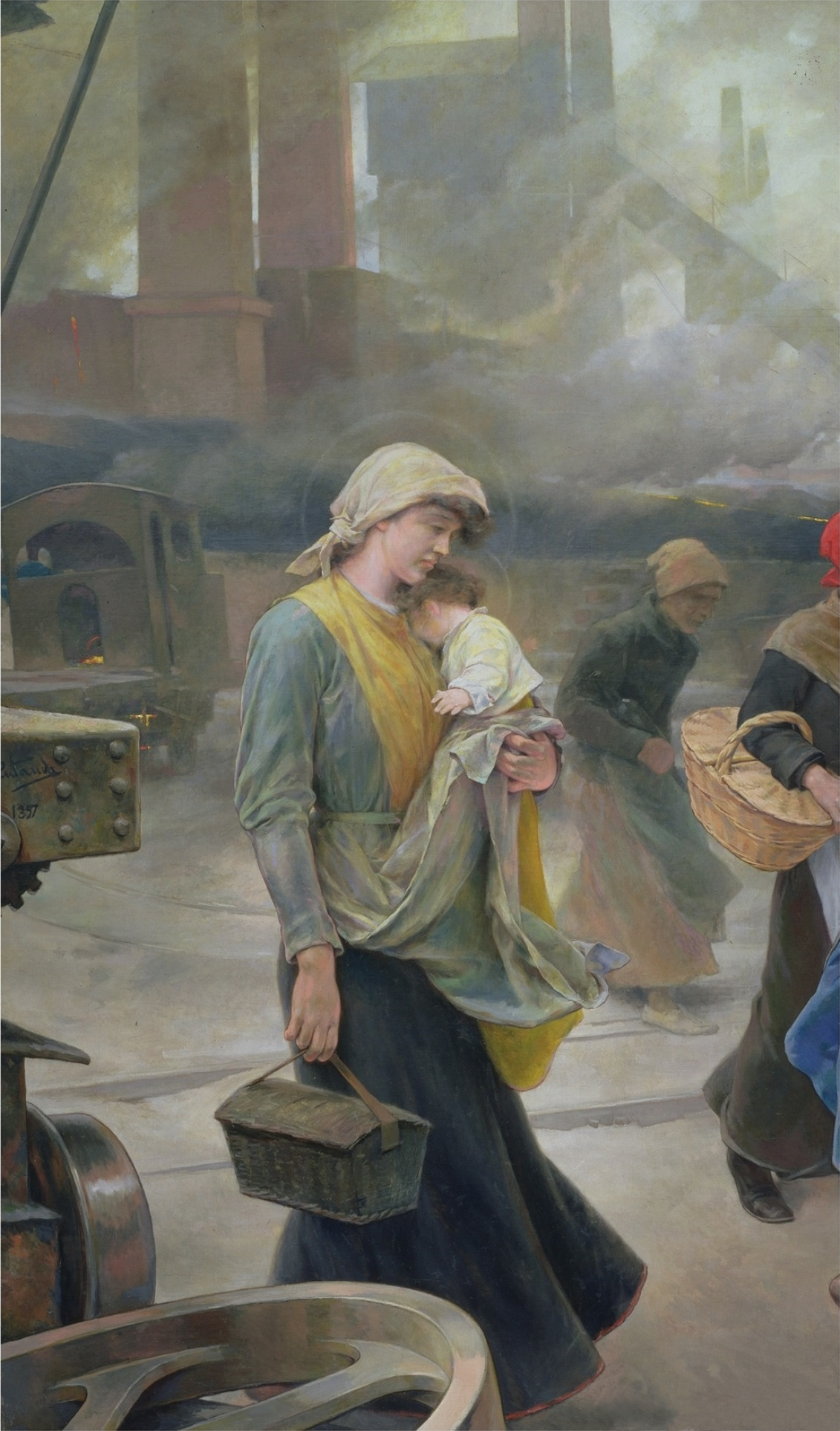
夢 (1897)
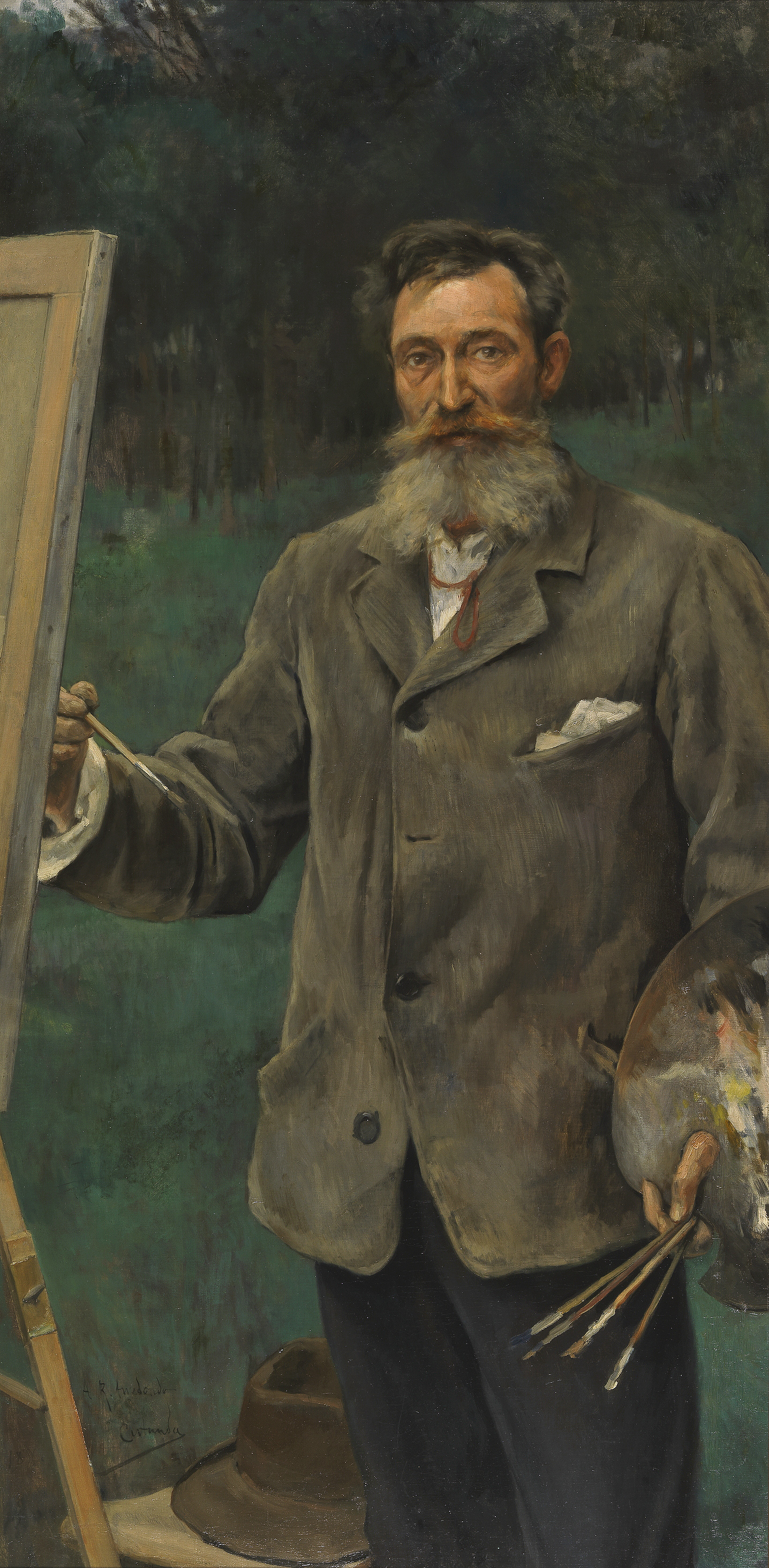
画家リカルド・アレドンド・カルマチェの肖像画
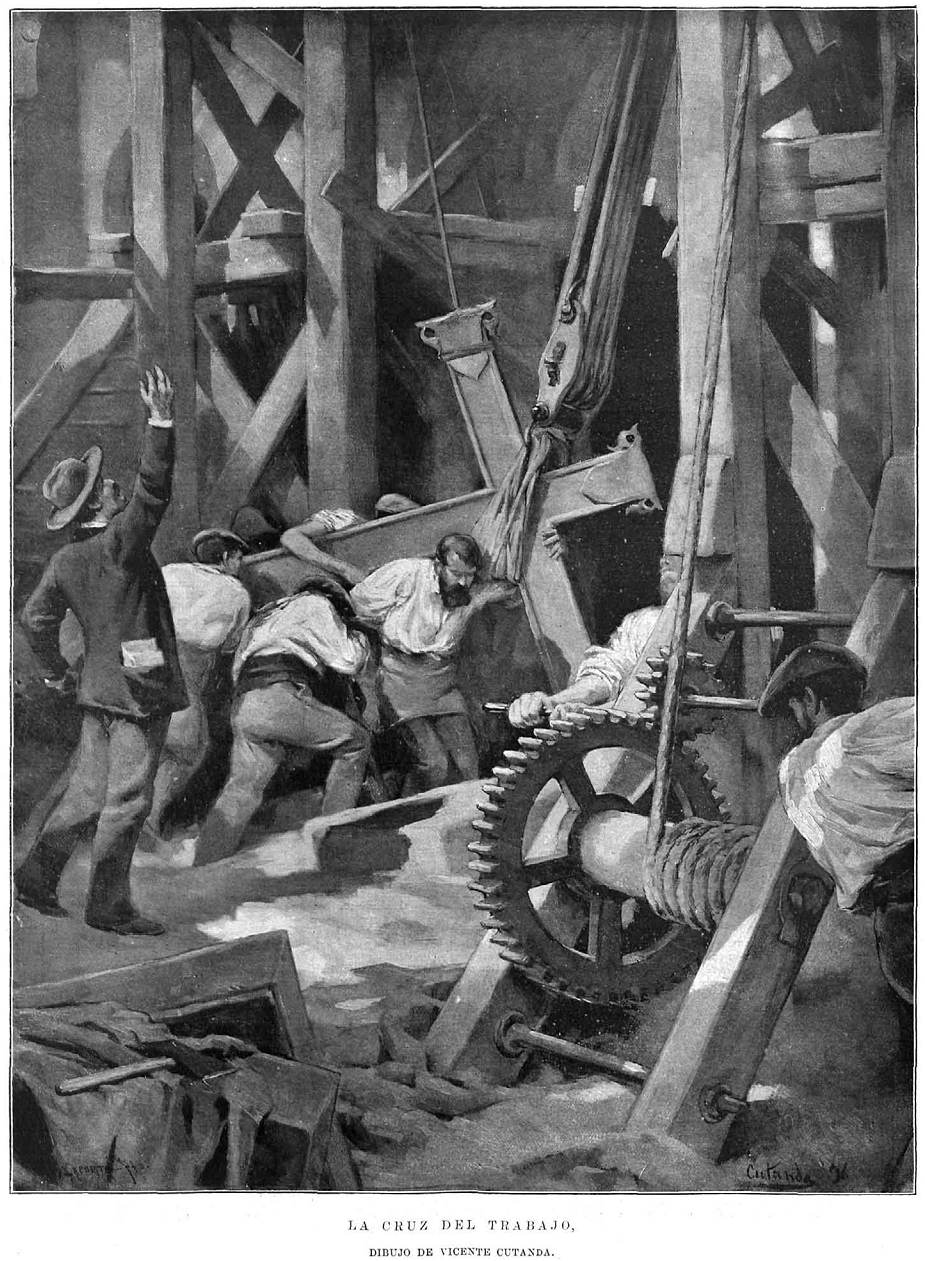
雑誌挿絵

## 関連図書
- Maria Luisa Cutanda, "Vicente Cutanda (1850-1925) un pintor realista y social" in Ondare: cuadernos de artes plásticas y monumentales, #23, 2004